# Église San Michele degli Scalzi
L’église San Michele degli Scalzi est un édifice religieux situé Piazza San Michele degli Scalzi à l'est de Pise.

## Histoire et description
L'édifice actuel, avec le couvent annexe, date du XIIe siècle.
Il est construit selon la typique structure à abside avec trois nefs séparées par des colonnes à chapiteaux antiques  de récupération romaine. La façade inachevée est à double pente avec le corps central rehaussé et revêtu de marbre dans sa partie inférieure. Sur le tympan du portail central se trouve une copie du Christ bénissant dont l'original est conservé au musée San Matteo et la Milice céleste datée de 1203, en marbre, œuvre d'un artiste byzantin.
Le campanile « penchant », en pierre et brique, est décoré de copies de céramiques islamiques datant du XIIe siècle, les originaux étant conservés au musée San Matteo.
À l'intérieur se trouve un croix peinte à tempera sur bois avec un Christus triumphans, provenant de l'église des Saints-Cosme-et-Damien de Pise, œuvre d'un maître anonyme du XIIIe siècle.

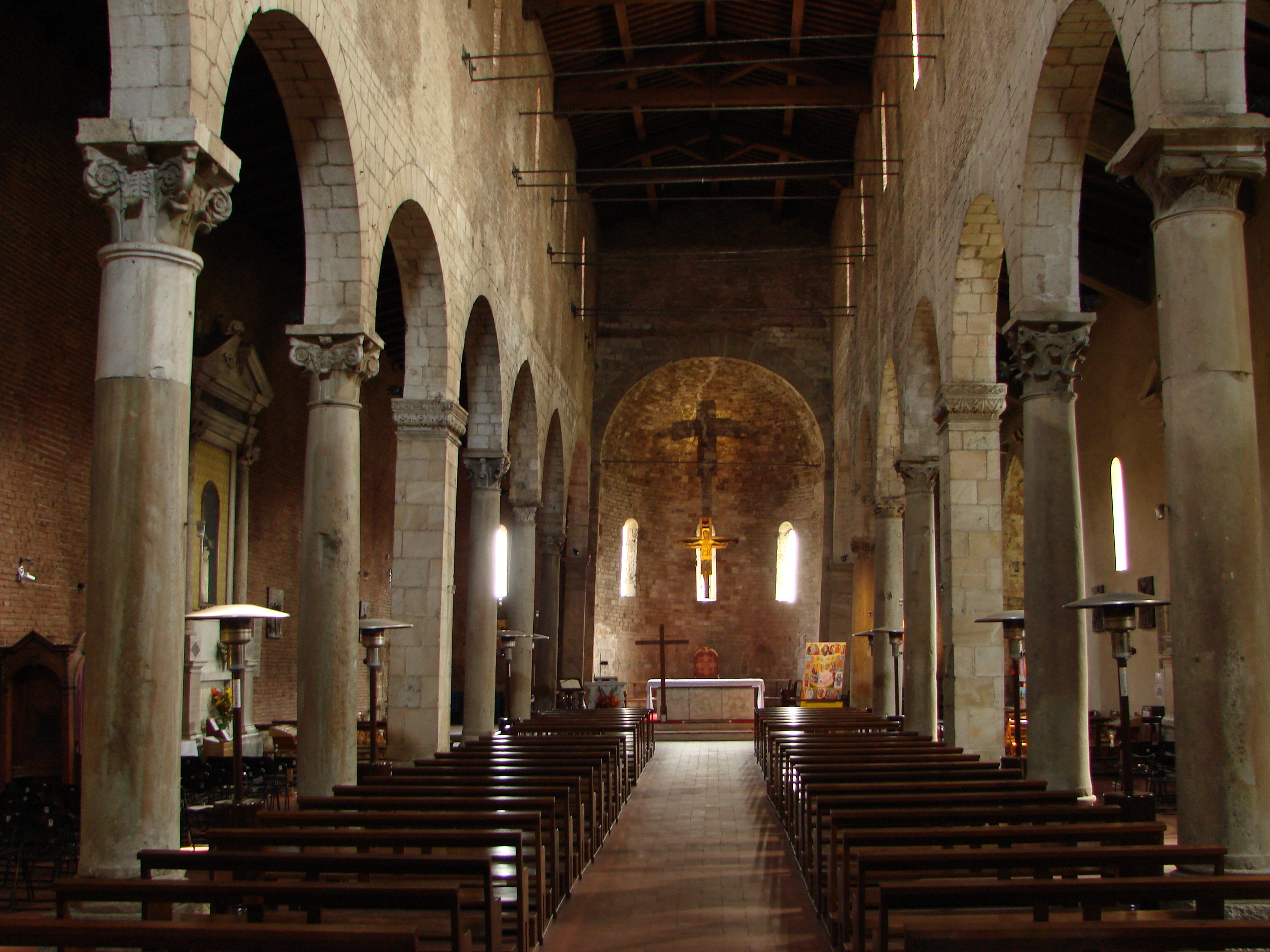
Intérieur.
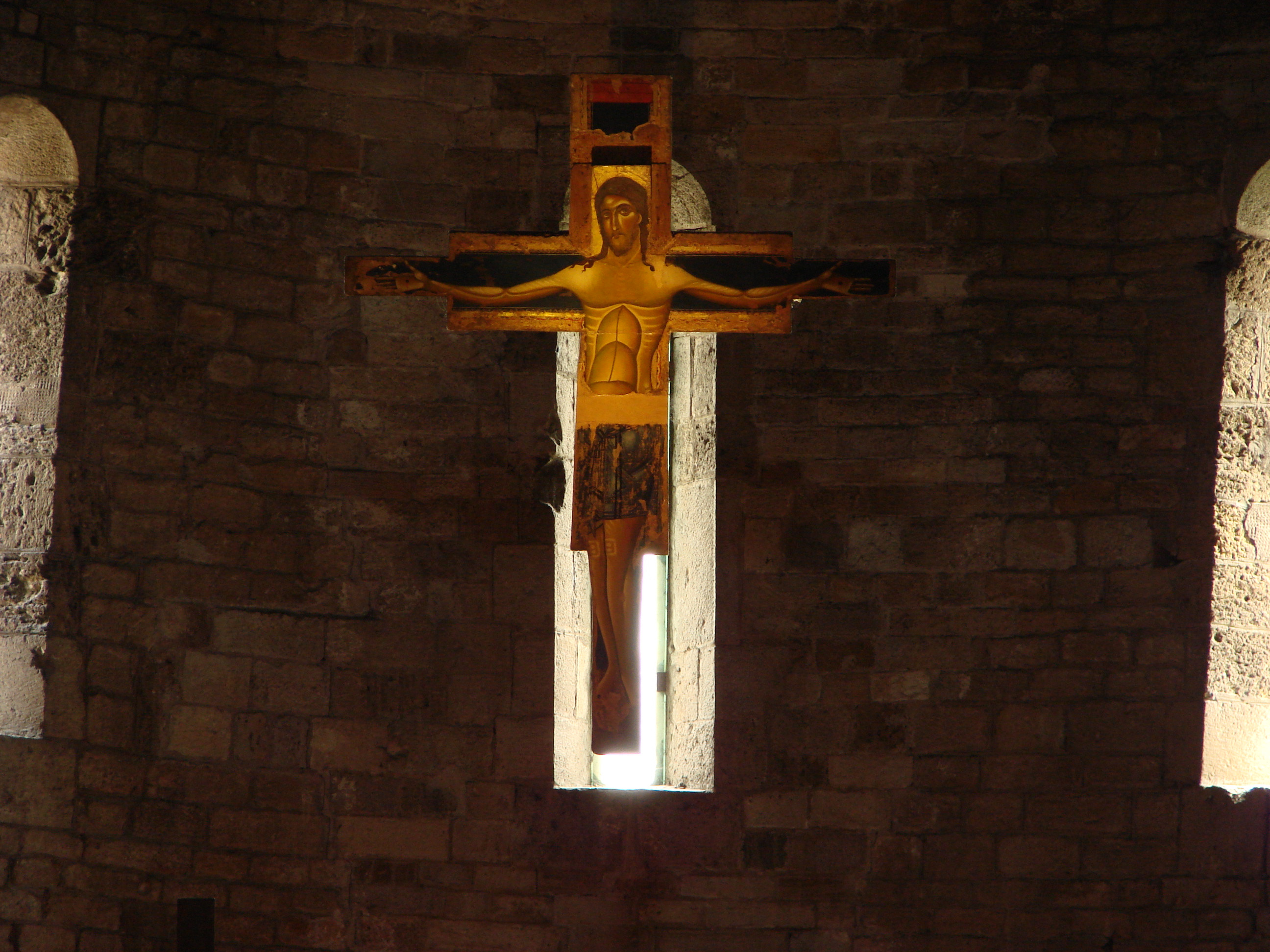
Croix peinte type Christus triumphans.
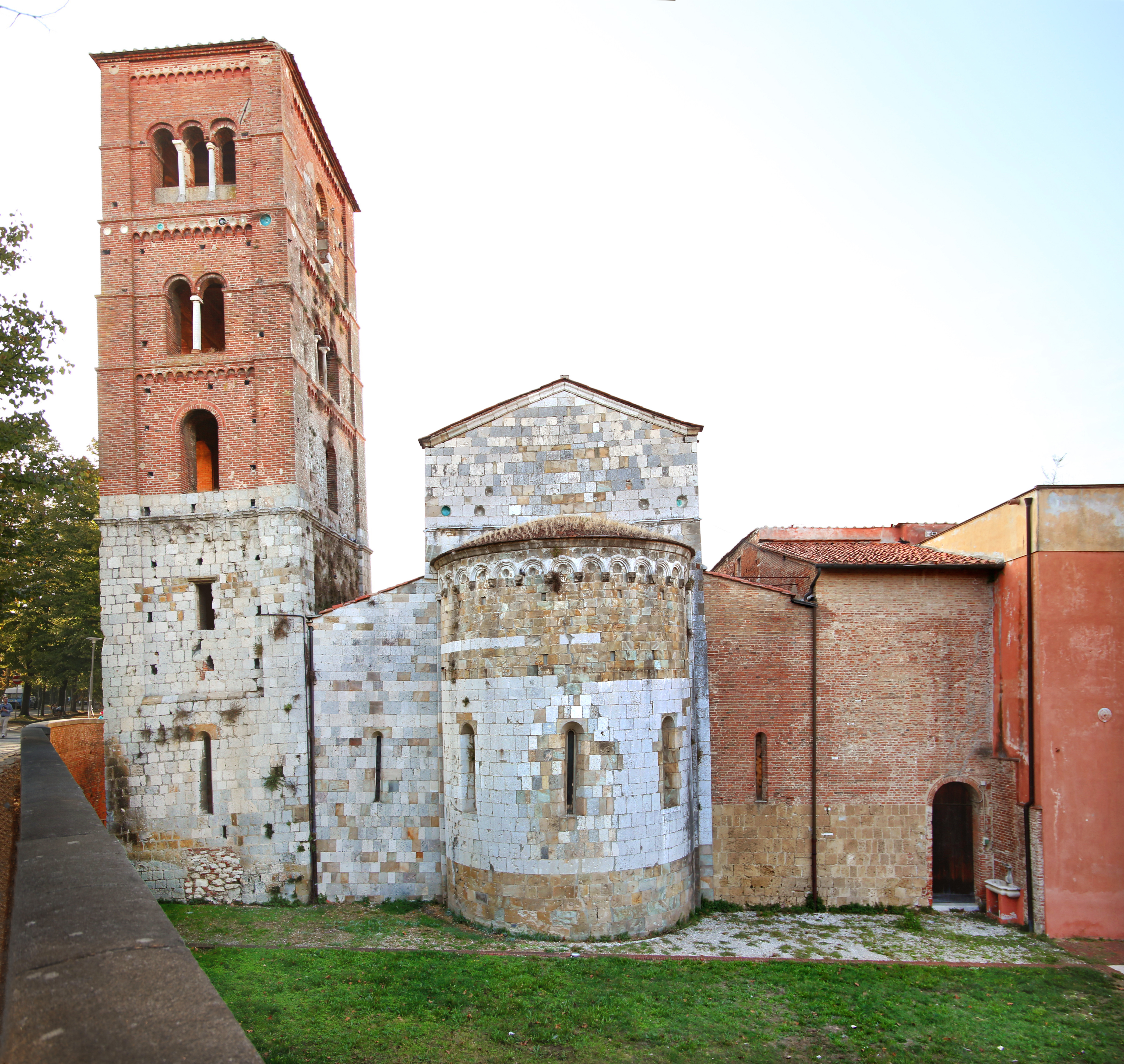
Abside et campanile.